# سان نیکولو دآرچیدانو
سان نیکولو دآرچیدانو (به ایتالیایی: San Nicolò d'Arcidano) یک کومونه در ایتالیا است که در استان اریستانو واقع شده‌است. سان نیکولو دآرچیدانو ۲۸٫۴ کیلومتر مربع مساحت و ۲٬۹۱۲ نفر جمعیت دارد.